# Adiel Paananen
Adiel Paananen, född 3 januari 1897, död 25 juli 1968, var en finländsk längdåkare som tävlade under 1920-talet och 1930-talet.
Paananen deltog vid VM 1930 i Oslo där han slutade på tredje plats på 50 kilometer.